# Russische Eroberung Turkestans

Die einzelnen Territorien Turkestans innerhalb des Russischen Reiches auf einer Karte des Gebietes um das Jahr 1900 (Oblast Semiretschje – Oblast Fergana – Oblast Syrdarja – Oblast Samarkand – Emirat Buchara – Khanat Chiwa – Oblast Transkaspien)

Die russische Eroberung Turkestans, auch bekannt als die russische Eroberung Zentralasiens, war eine Reihe von Invasionen in Turkestan (ein Sammelname für Zentralasien und Xinjiang) durch das Russische Kaiserreich im 19. Jahrhundert im Rahmen der russischen Expansionskriege (ein allgemeiner Begriff für die zaristischen Invasionen des Kaukasus, Zentralasiens und Sibiriens).

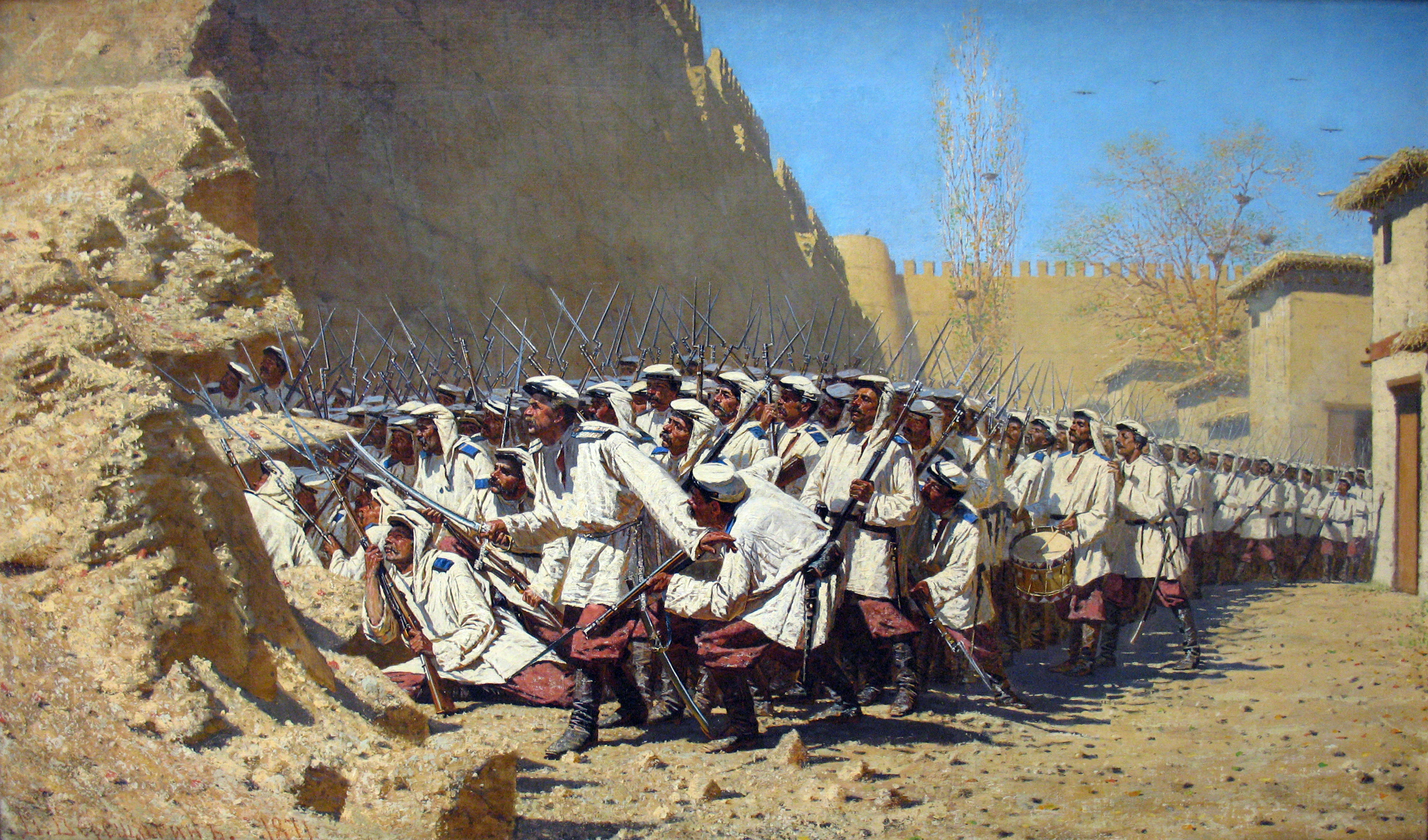
Ölgemälde des russischen Malers Wassili Wereschtschagin (1842–1904): An den Festungsmauern. Lass sie eintreten (1871) – zum Gedenken an die Eroberung von Samarkand durch russische kaiserliche Truppen

## Einleitung
Die russische Eroberung Zentralasiens, d. h. die russischen Kriege gegen Khokhand, Buchara und Chiwa, die Einnahme von Taschkent und Samarkand und die Unterwerfung der Turkmenen sowie die diplomatischen Beziehungen Russlands zu China, Persien und dem Britischen Empire, erweiterte den Herrschaftsbereich Russlands um 1,5 Millionen Quadratmeilen und mindestens 6 Millionen Menschen – die meisten von ihnen Muslime.

## Hintergrund

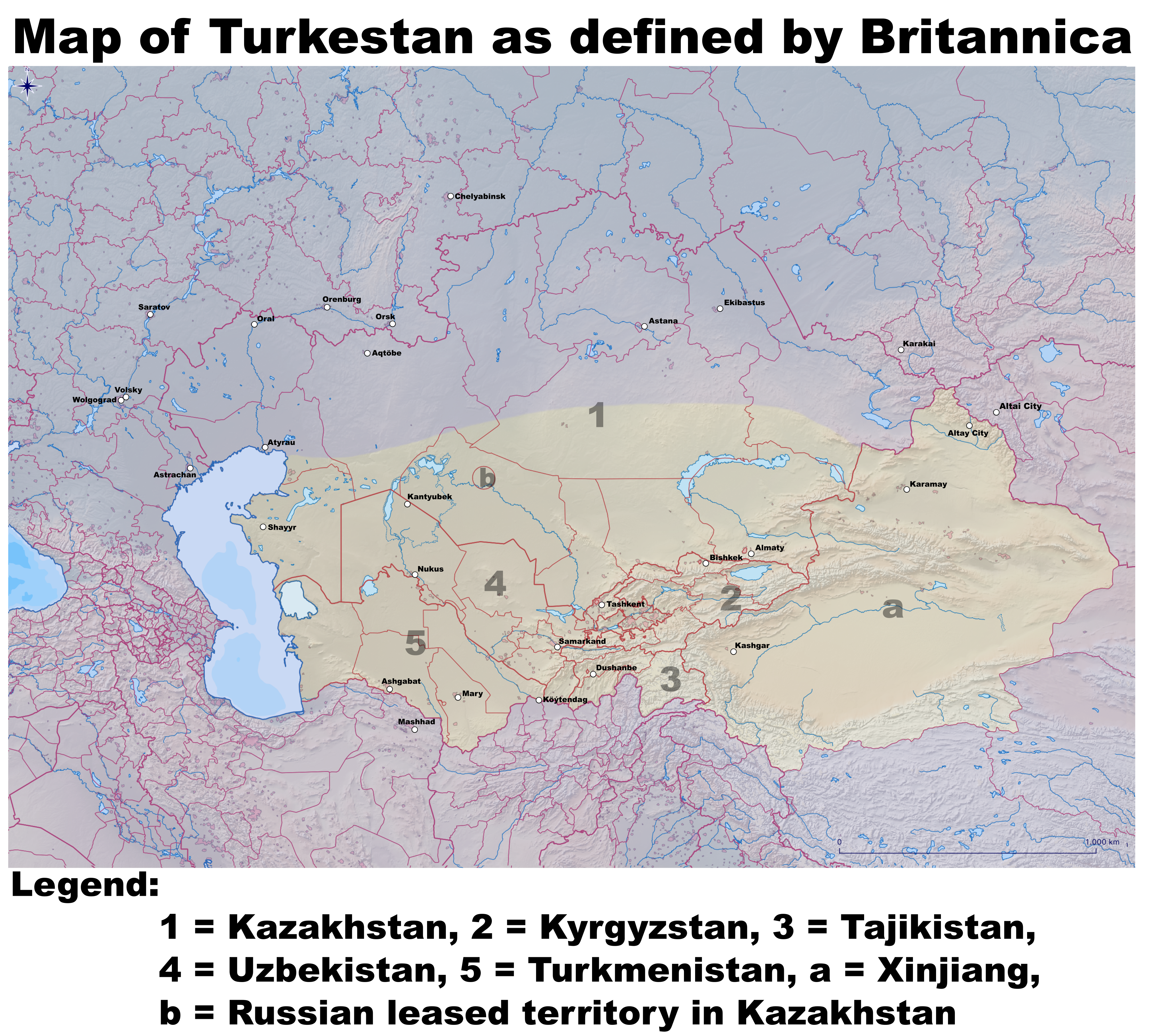
Vage umrissene Ausdehnung Turkestans und dessen ungefährer Anteil an den heutigen zentralasiatischen Staaten.

Russlands Bestreben, Zentralasien zu beherrschen, geht auf die Zeit Peters des Großen zurück. 1717 waren die Russen in das Khanat Chiwa eingefallen und wurden zurückgeschlagen. In den 1830ern fanden erste Konflikte an der Steppengrenze statt, und die Eroberungen reichten bis zur Annexion des Pamir in den frühen 1900er Jahren.

## Übersicht
Als einer der Hauptaggressoren des Neoimperialismus wuchsen Russlands Ambitionen auf Turkestan seit dem 19. Jahrhundert.

### Invasion in Zentralasien
1839 marschierten die Russen erneut in das Khanat Chiwa ein, doch das kalte Wetter zwang die Russen, deren Kamele größtenteils erfroren, zum Rückzug.

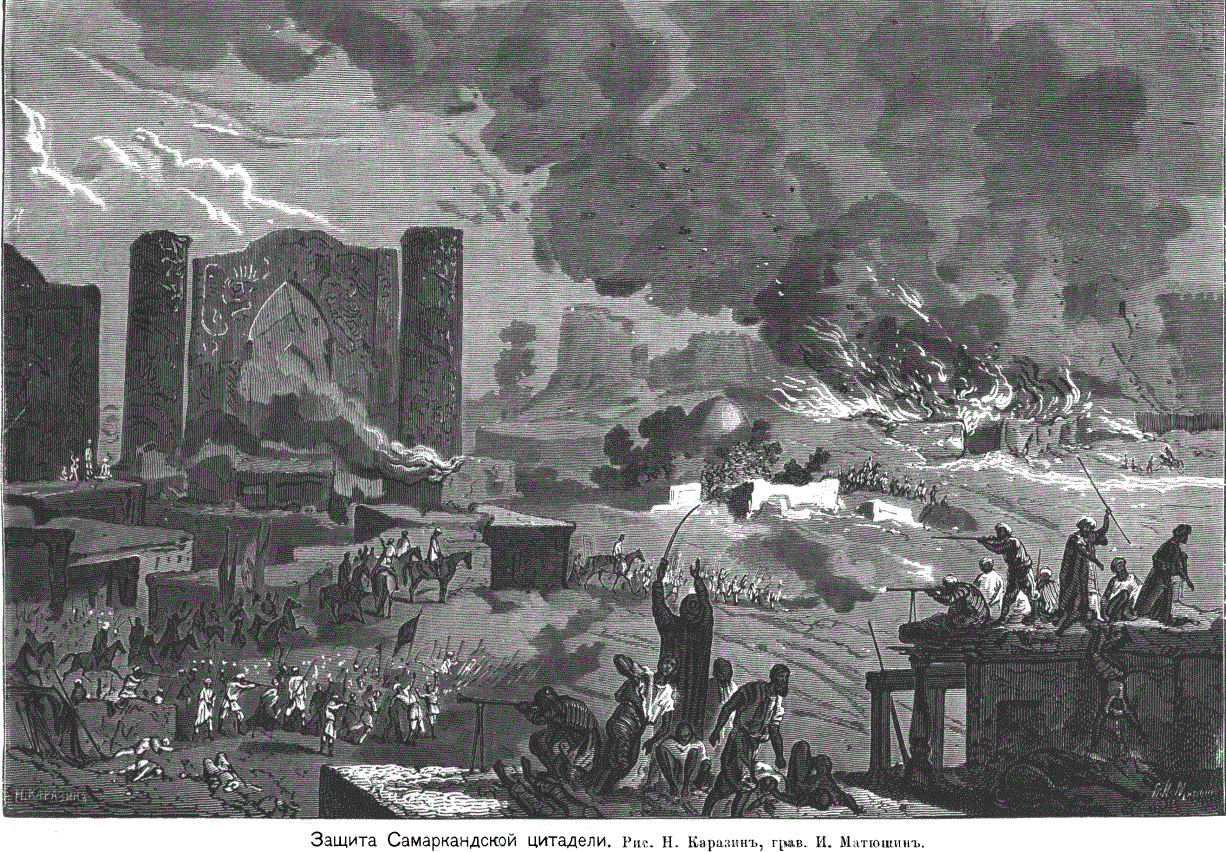
Darstellung der Verteidigung der Zitadelle von Samarkand gegen die russische Invasion im Jahr 1868 (nach Karasin), veröffentlicht in der russischen Zeitung Niwa im Jahr 1872

1842 marschierte Russland in das Emirat von Buchara ein, das 1868 kapitulierte und russisches Protektorat wurde.
Im Jahr 1873 marschierte Russland erneut in das Khanat Chiwa ein, das sich daraufhin ergab und ebenfalls russisches Protektorat wurde.
Die russische Invasion in Turkmenistan begann 1879 und wurde 1884 mit der Kapitulation der Turkmenen und der Eingliederung Turkmenistans in das Russische Kaiserreich weitgehend beendet. 1885 wurde die russische Invasion in Zentralasien gestoppt, nachdem Russland nach Süden bis zur afghanischen Grenze vorgedrungen war.
Die Feldzüge der russischen Armee fanden im Einzelnen statt gegen das Khanat von Kohkhand 1860–66 und 1875–76, gegen das Emirat Buchara 1866–68, gegen die Tekke-Turkmenen (Tekinzen) 1877–81 und gegen die Afghanen in der Oase von Panjdeh 1885.

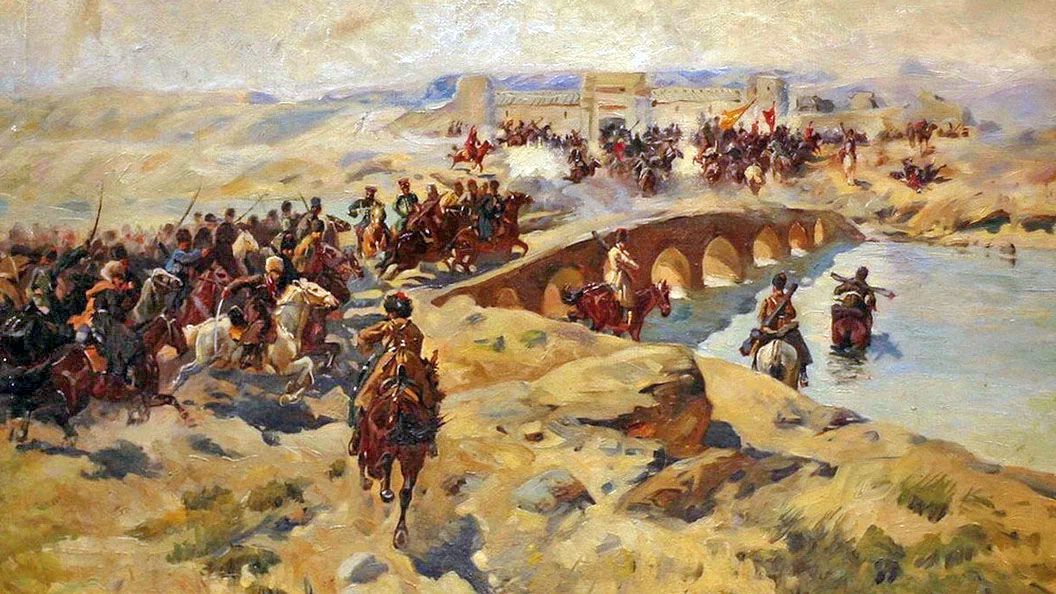
Schlacht an der Kuschka (russ. Бой на Кушке), Gemälde von dem russischen Maler Franz Roubaud (1856–1928), dieses Bild wurde unter anderem zur Illustration des Artikels Kuschka verwendet, der im 14. Band der Militärischen Enzyklopädie veröffentlicht wurde, die vom Buchverlag I. D. Sytin 1914 in St. Petersburg, der Hauptstadt des Russischen Reiches, herausgegeben wurde

### Invasion in Xinjiang
Am 26. Mai 1862 überschritt die russische Armee zum ersten Mal die Grenze im Nordwesten Xinjiangs, sie wurde dabei zwar von der Qing-Armee zurückgeschlagen, was aber die russischen Ambitionen auf Xinjiang nicht aufhalten konnte. Am 4. Juni drangen die Russen unter dem Vorwand, bei der Niederschlagung der Hui-Rebellion in Shaanxi und Gansu zu helfen, erneut in den Nordwesten Xinjiangs ein und lieferten sich einen Schusswechsel mit der Qing-Armee. Die Verhandlungen zwischen dem „Ersten Prinzen Gong“ und den Russen scheiterten am 1. März 1863, und am 26. März marschierten die Russen ein. Die folgenden Gefechte führten keine Entscheidung herbei.
Im April 1864 brach der Hui-Aufstand der Tongzhi-Ära in Xinjiang (ein Sammelbegriff für die Aufstände in Xinjiang zwischen 1864 und 1877) aus, im Juni stifteten die Russen einen Aufstand der Hui in Ili an, am 9. Juli besetzten die Russen und die Hui-Rebellen das Ili-Tal und die Hui-Rebellen umzingelten die Stadt Ili. Am 7. Oktober 1864 unterzeichneten beide Seiten das Protokoll von Tschugutschak (im Chinesischen als Chinesisch-russischer Vertrag über die Demarkation der Nordwest-Grenze bekannt) mit dem 440.000 Quadratkilometer Land nördlich des Pamir-Plateaus und westlich des Gebiets von Tannu Uriankhai an die Russen abgetreten wurden.

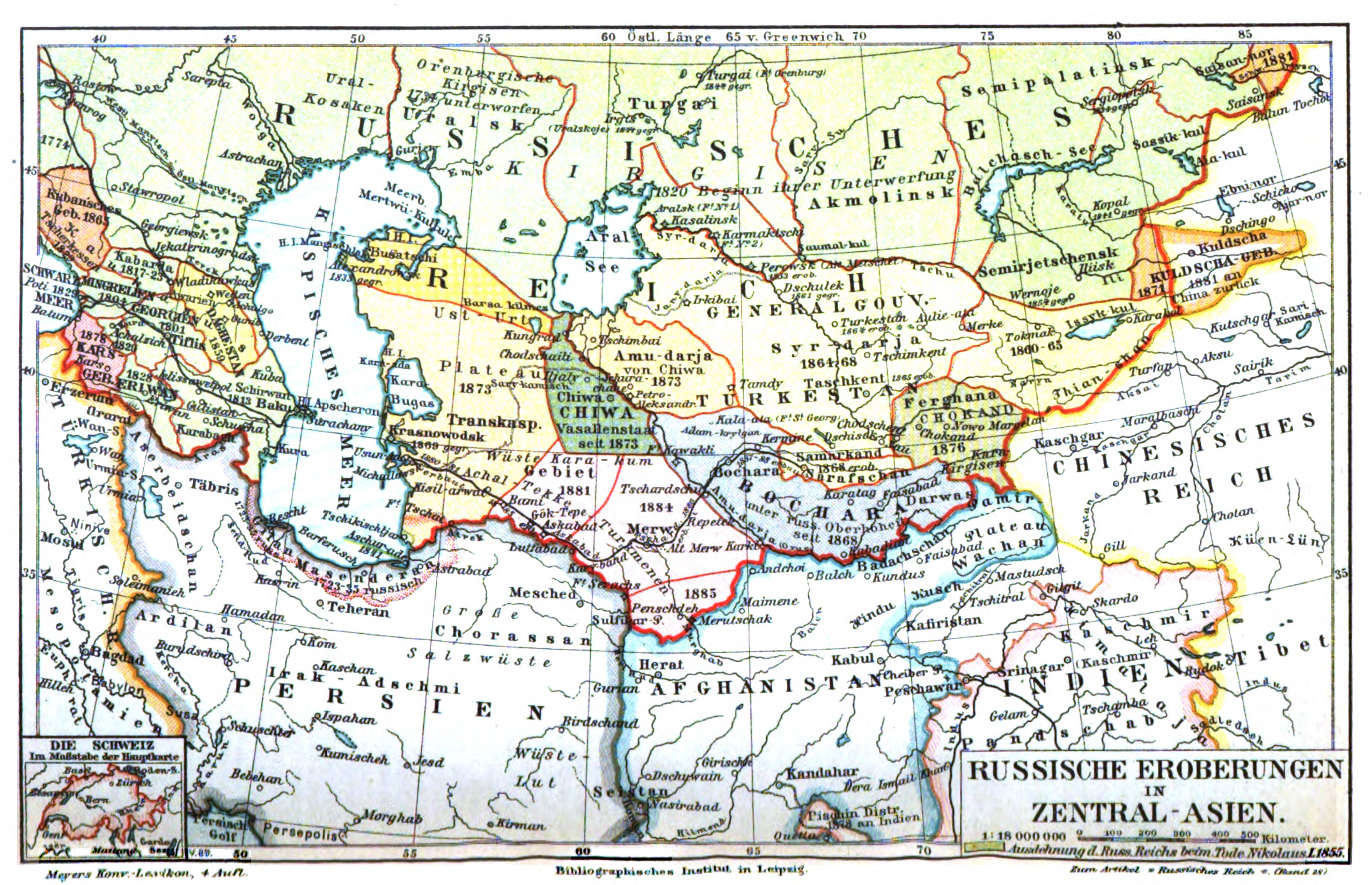
Karte zu den russischen Eroberungen in Zentralasien (oben rechts die Ili-Region um die Stadt Kuldscha)

Im Oktober 1864 rebellierten die uigurischen Taranchi und errichteten das Sultanat Ili, das im Juni 1871 von den Russen zerstört und besetzt wurde.
Im Jahr 1877 eroberte die Xiang-Armee unter der Führung von Liu Jintang ganz Xinjiang mit Ausnahme des von den Russen besetzten Ili zurück. Am 24. Februar 1881 wurde der Vertrag von Sankt Petersburg (auch bekannt als Vertrag von Ili) unterzeichnet, mit dem Qing-China Ili zurückerhielt und 60.000 Quadratkilometer Land westlich des Flusses Qorghas (Chorgos) an die Russen abtrat.

## In Kunst und Literatur

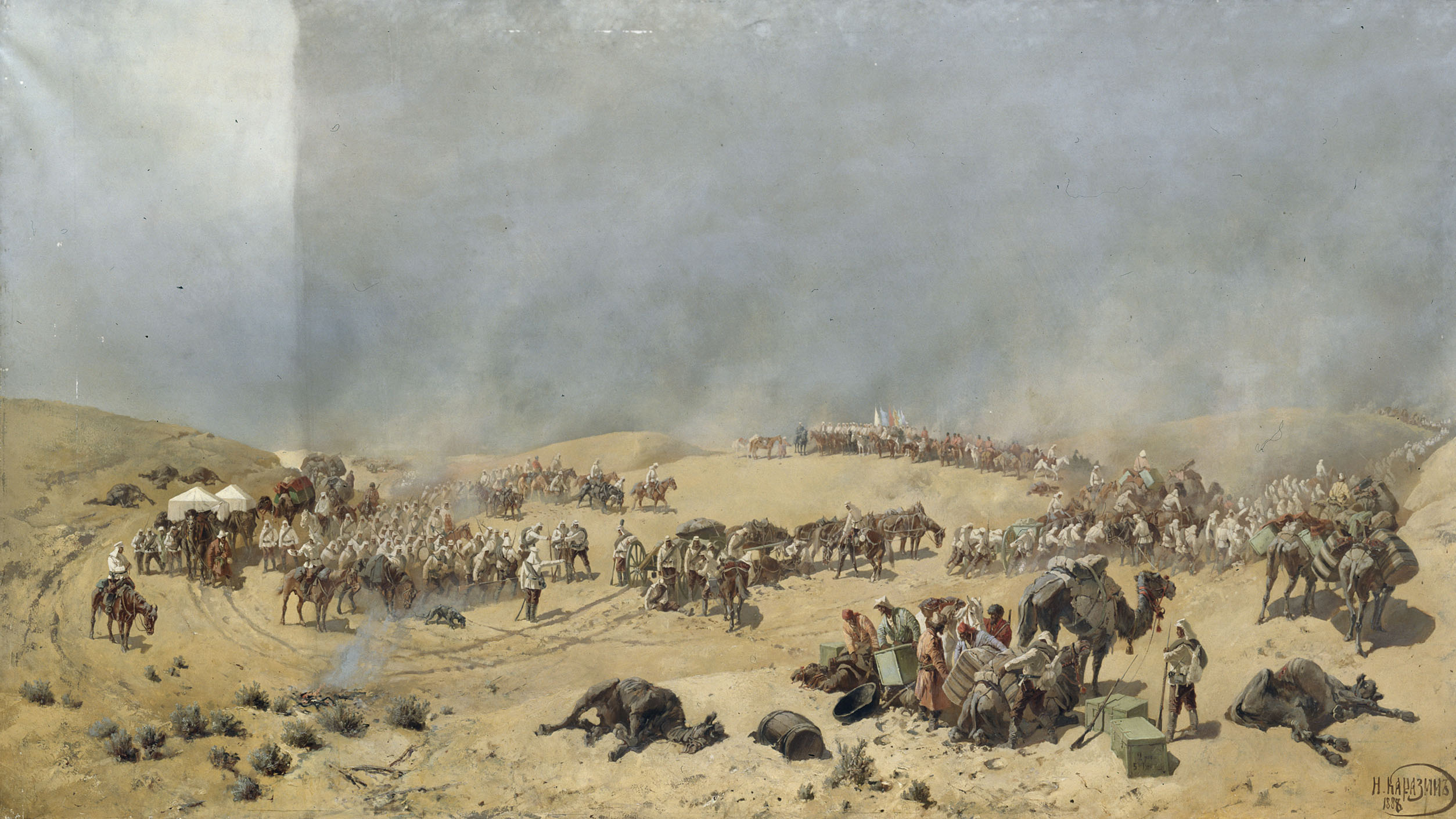
Ölgemälde des russischen Malers Nikolai Karasin aus dem Jahr 1888, das russische Truppen beim Durchqueren des "Todessandes" während der Schlacht von Chiwa 1873 zeigt

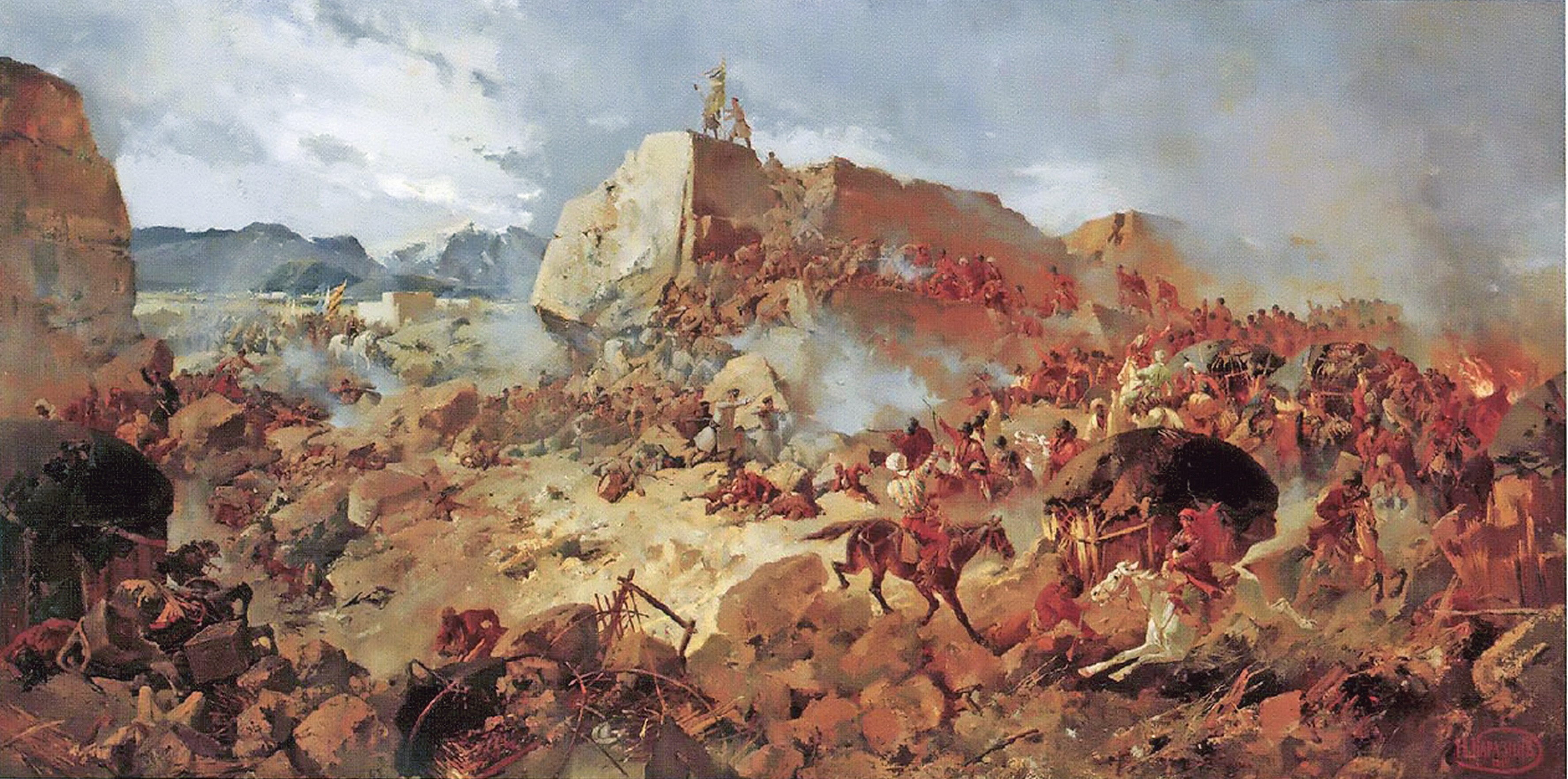
Ölgemälde des russischen Malers Nikolai Karasin aus dem späten 19. Jahrhundert, das die russische Armee in der Schlacht von Göktepe (Гёкдепе) im Kampf gegen die Turkmenen in den Jahren 1880–1881 zeigt

Die Eroberungen wurden von patriotischen literarischen und künstlerischen Werken begleitet, wovon auf russischer Seite die ausdrucksstarken Kriegs- und Schlachtengemälde des als „Russlands Kipling“ bezeichneten russischen Offiziers, Malers und Schriftstellers Nikolai Karasin (1842–1908), die von dem russischen Maler Franz Roubaud (1856–1928) und diejenigen des die Kriegsgeschehnisse der russischen Expansion teils kritischer beobachtenden Wassili Wassiljewitsch Wereschtschagin (1842–1904) hervorragen. Michail Saltykow-Schtschedrin (1826–1889) behandelt das zentralasiatische Thema in seinem Werk Gospoda taschkentzy (erste gekürzte Buchausgabe 1873, vollständig 1881; deutsch: Die Herren Taschkenter), einer Satire auf russische Bürokraten, die nach Taschkent geschickt wurden, um die dortige Bevölkerung zu 'zivilisieren'. Unmittelbar nach Karasin wird die orientalistische Wahrnehmung der Region beispielsweise in Nikolai Gumiljows berühmtem Gedicht Turkestanische Generäle (Туркестанские генералы, 1912) deutlich – eine Art Ode an die tapferen Eroberer des wilden Ostens, Boten des erleuchteten Russlands.

## Persönlichkeiten

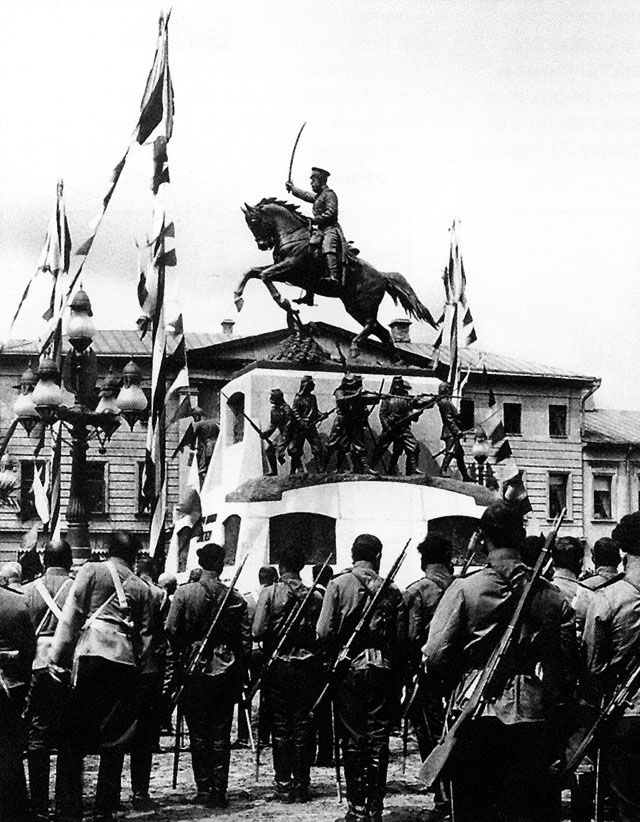
Reiterdenkmal für General M. D. Skobelew auf dem Twerskaja-Platz in Moskau vor dem Hotel England (Англия) (Bildhauer: P. A. Samonow, 1912; 1918 zerstört)

- Konstantin Petrowitsch von Kaufmann (1818–1882), russischer General
- Graf Wassili Aleksejewitsch Perowski (1793–1857) Militärkommandant, Freund von W. A. Schukowski, Memoirenschreiber
- Michail Dmitrijewitsch Skobelew (1843–1882), General der Kaiserlich Russischen Armee, von seinen türkischen Gegnern auch der Weiße General (Ak-Pascha) genannt.